# بیورن ترک کوارمی
بیورن ترک کوارمی (انگلیسی: Bjørn Tore Kvarme؛ زادهٔ ۱۷ ژوئن ۱۹۷۲) بازیکن فوتبال اهل نروژ است.
از باشگاه‌هایی که در آن بازی کرده‌است می‌توان به باشگاه فوتبال باستیا، باشگاه فوتبال سن-اتین، باشگاه فوتبال رئال سوسیداد، باشگاه فوتبال روزنبورگ، و باشگاه فوتبال لیورپول، باشگاه فوتبال روزنبورگ، و تیم ملی فوتبال نروژ اشاره کرد.
وی همچنین در تیم‌های ملی فوتبال زیر ۲۱ سال نروژ بازی کرده‌است.